# Les Grandes Baigneuses (Renoir)
Pour les articles homonymes, voir Les Grandes Baigneuses.
Les Grandes Baigneuses est un tableau d'Auguste Renoir, peint entre les années 1884 et 1887, qui clôt la « période ingresque » dans l'œuvre du peintre. Il est depuis 1963 au Philadelphia Museum of Art, à Philadelphie, en Pennsylvanie. Une étude se trouve au musée Renoir de Cagnes-sur-Mer, prêt du musée d'Orsay.

## Histoire
Cette grande peinture, que Renoir entreprit peu de temps après son retour d'Italie, marque une étape importante dans son œuvre. Elle s’inspire d’une sculpture de François Girardon (Le Bain des Nymphes (1672), bas relief en plomb réalisé pour une fontaine du parc de Versailles), mais on y sent également l'influence des œuvres d'Ingres, et surtout des fresques de Raphaël, dont l'artiste s'était imprégné au cours de son voyage en Italie. Ces deux grands artistes vont désormais influer sur la façon de peindre et de dessiner de Renoir, qui va adopter une manière plus disciplinée et plus classique. Il renonce à peindre en plein air et fait du nu féminin — qui était jusque-là absent de sa peinture — son sujet principal.
À cette époque, Renoir commençait à s'écarter de l'impressionnisme et traversait une période de doutes. Plus tard il confiera à Ambroise Vollard :
« Vers 1883, il s'est fait une cassure dans mon œuvre. J'étais allé jusqu'au bout de l'impressionnisme et j'arrivais à cette constatation que je ne savais ni peindre ni dessiner. En un mot, j'étais dans une impasse. »
Avant de se décider à exposer Les Grandes Baigneuses, Renoir y travaillera trois années entières. C'est le temps le plus long qu'il consacra à l'une de ses toiles. Au cours de cette période, il réalisa de nombreuses études préparatoires à la mine de plomb, à l'encre, à la craie ou à l'aquarelle.
La toile fut exposée à l'exposition internationale de 1887, qui se tint dans la prestigieuse galerie de Georges Petit, un des marchands d'art les plus en vue de l'époque avec Paul Durand-Ruel. Renoir était inquiet et se demandait quel accueil le public allait réserver à son nouveau style. Lors de cette exposition, il donna un sous-titre à sa toile : Essai de peinture décorative. Mais cette œuvre magistrale fut diversement appréciée. Si Claude Monet, qui parla du « superbe tableau des baigneuses » ou l'écrivain Marcel Proust, qui le trouva « l'un des plus beaux de Renoir » apprécièrent l'œuvre, celle-ci reçut par ailleurs tellement de critiques négatives que Renoir décida de mettre fin à la période ingresque.

## Modèles
Les deux modèles principaux des Grandes Baigneuses sont Aline Charigot, la blonde assise au deuxième plan  – qui fut un de ses modèles favoris avant de devenir en 1890 sa femme –, et Suzanne Valadon, la brune, elle-même peintre et mère de Maurice Utrillo.

## Description
Sa nouvelle manière – initiée à son retour d'Italie – qui correspond à la période dite « sèche » ou « ingresque », est d'abord caractérisée par un dessin plus précis et par des aplats comme dans Les Parapluies (1882-1884) ou La Danse à la ville (1883). Dans Les Grandes Baigneuses Renoir y ajoute un contour net, une matière lisse et une répartition uniforme de la lumière. Il dessine les formes avec plus de rigueur, les couleurs se font plus froides. Il désirait que les formes féminines soient plus découpées, structurées, ce que lui reprocha Camille Pissarro. Les corps devenaient plus importants que les décors, même si ceux-ci conservaient un rôle à jouer. Le décor n'est plus qu'un arrière-plan. Il s’inspire largement de Cézanne, avec lequel il avait passé quelque temps à peindre à l'Estaque à son retour d'Italie.